# Felix Gasselich (Fußballspieler, 1930)
Felix Gasselich (* 7. April 1930 in Leopoldsdorf im Marchfelde; † 21. Juni 2000) war ein österreichischer Fußballspieler auf der Position eines Linksverbinders, der in den 1950er Jahren für den Wiener Sport-Club zu Einsätzen in der Staatsliga gekommen war. Er ist der Vater des ehemaligen österreichischen Nationalspielers Felix Gasselich.

## Karriere
Felix Gasselich wurde am 7. April 1930 in Leopoldsdorf im Marchfelde geboren und spielte viele Jahre beim SC Zuckerfabrik Leopoldsdorf, bei dem neben ihm auch noch einige weitere Familienangehörige spielten. Darunter unter anderem ein Leopold Gasselich oder ein Josef Gasselich (* 24. Dezember 1912; † 2006), der ab dem Jahre 1928 – mit Ausnahme einer kurzen Tätigkeit beim SC Dürnkrut – über 15 Jahre lang als Mittelläufer des Vereins, dem er später mehr als zwei Jahrzehnte als Obmann vorstand, tätig war. Felix Grässlich, der hauptberuflich als Maschinenschlosser tätig war, war bereits in seiner Jugend ein erfolgreicher Offensivspieler, der es 1948, nachdem seine Mannschaft in die 2. Liga Nord abgestiegen war, in die niederösterreichische Jugendauswahl gebracht hatte. 1951 stieg er mit dem Klub als Meister der 2. Liga Nord in die Landesliga auf und nahm im darauffolgenden Jahr mit seinem Klub an einer Wettspielreise nach Deutschland teil.
1952 oder 1953  schloss er sich dem in der Saison 1952/52 erstmals in der Vereinsgeschichte in die zweitklassige Staatsliga B abgestiegenen Wiener Sport-Club an. Bereits in der ersten Saison beim neuen Klub gelang der Wiederaufstieg in die höchste Fußballliga des Landes. Nachdem er 1954 mit dem WSC sein Ablösespiel, das Leopoldsdorf deutlich mit 2:9 verlor, absolviert hatte, schaffte er es mit der Mannschaft 1954/55 gar zum Vizemeister der Staatsliga. In der vorangegangenen Spielzeit hatte es der Klub auf den siebenten Tabellenplatz im Endklassement gebracht, sich aber für die Teilnahme am Mitropapokal 1955 qualifiziert. Gegen Honvéd Budapest setzte es dabei im Viertelfinale nach einem Gesamtergebnis von 6:10 ein jähes Aus. Als Vizemeister – punktegleich mit Meister Vienna, jedoch mit dem minimal schlechteren Torverhältnis – reichte es jedoch nicht für einen internationalen Startplatz. Die nachfolgende Spielzeit 1955/56 beendete er mit der Mannschaft auf dem fünften Platz. Spätestens nach dieser Saison kehrte er dem Wiener Sport-Club den Rücken und wechselte wieder zurück nach Niederösterreich. Zumindest 1957/58 schien der als guter Techniker und tüchtiger Schütze bezeichnete Gasselich als Spieler des FK Hainburg in der Staatsliga B auf. Der Klub stieg noch am Ende dieser Saison in die niederösterreichische Landesliga ab.
Über seinen weiteren Werdegang ist nichts Näheres bekannt. Am 14. Jänner 2004 starb der zuletzt in Favoriten lebende Gasselich im Alter von 73 Jahren.